# Til Maier
Til Maier (* 16. November 1962 in Karlsruhe) ist ein deutscher Kameramann.

## Leben
Nach seinem Abitur in Marburg studierte Til Maier von 1981 bis 1983 Theaterwissenschaften und Germanistik an der Freien Universität Berlin. Anschließend arbeitete er bis 1988 als Beleuchter und bis 1993 als Kameraassistent, bevor er 1995 mit zwei Folgen von Schwurgericht als eigenverantwortlicher Kameramann debütierte. Seitdem drehte er mit Filmen wie Mehrwert der Liebe, Heiraten macht mich nervös und Was heißt hier Oma! fast ausschließlich für das Fernsehen.

## Filmografie (Auswahl)
- 1999: Das Callgirl
- 2001: Der braune Faden
- 2001: Mehrwert der Liebe
- 2002: Mehr als nur Sex
- 2003: Zwei Tage Hoffnung
- 2005: Heiraten macht mich nervös
- 2005: Willkommen daheim
- 2007: Freie Fahrt ins Glück
- 2007: Was heißt hier Oma!
- 2008: Immer Wirbel um Marie
- 2009: Tierisch verliebt